# Marie Knudsen
Marie Rasmine Knudsen (født 31. marts 1850 i Slagelse, død 22. maj 1890 på Frederiksberg Hospital) var en dansk landskabsmaler.
Hun var datter af købmand, senere grosserer Rasmus Bang Knudsen (1817-1893) og Marie Dorthea Frederikke f. Fischer (1818-1854). Hun besøgte Vilhelm Kyhns tegneskole, debuterede på Decemberudstillingen på Charlottenborg 1881 og udstillede fra 1884 til 1889 på Charlottenborg Forårsudstilling en stor del landskaber, som oftest fra egne i Nordsjælland, samt et enkelt interiør (1885). Hun var også repræsenteret på Nordisk Kunstudstilling 1888. Samme år var Knudsen blandt de 23 kvinder, der underskrev et andragende til Rigsdagen om kvindelige kunstneres adgang til Kunstakademiet. 
Hun døde ugift den 22. maj 1890 på Frederiksberg Hospital og er begravet på Garnisons Kirkegård.
Hendes værker har siden været udstillet på Kvindernes Udstilling i København 1895, på Raadhusudstillingen 1901 og på Kvindelige Kunstneres retrospektive Udstilling i samme by 1920. 

## Værker
- Haveparti (1884, Den Gamle By)
- Grantræer (udstillet 1884)
- Fra møllen ved Fuglevad (udstillet 1886)
- September, gråvejrsdag (udstillet 1886)
- Sommereftermiddag ved bondegård (udstillet 1887)
- Fra Fredensdals skov (udstillet 1888)
- Sommerdag i skoven (udstillet 1889)